# Анаколь
Анако́ль (каз. Анакөл) — село у складі Кармакшинського району Кизилординської області Казахстану. Входить до складу Кармакшинського сільського округу.
У радянські часи село називалось Ана-Куль.
Населення — 10 осіб (2021; 26 у 2009, 22 у 1999).